# Marsala
Die Hafenstadt Marsala (anhörenⓘ) (arabisch مرسى علي, DMG Marsā ʿAliyy ‚Der Hafen Alis‘) liegt an der Westküste Siziliens und gehört zum Freien Gemeindekonsortium Trapani in Italien. Die Stadt hat 79.835 Einwohner (Stand 31. Dezember 2023). Nach ihr wurde der gleichnamige Wein Marsala benannt.

## Lage und Daten
Die Stadt liegt an der westlichsten Spitze Siziliens am Kap Boeo, nur 140 km von Tunesien entfernt.
Marsala umfasst eine Fläche von 241 km². Neben dem unmittelbaren Stadtgebiet werden auch die Isole dello Stagnone di Marsala zum Gemeindegebiet gerechnet. 
Die Nachbargemeinden sind Mazara del Vallo, Petrosino, Salemi und Trapani.

## Wirtschaft und Verkehr

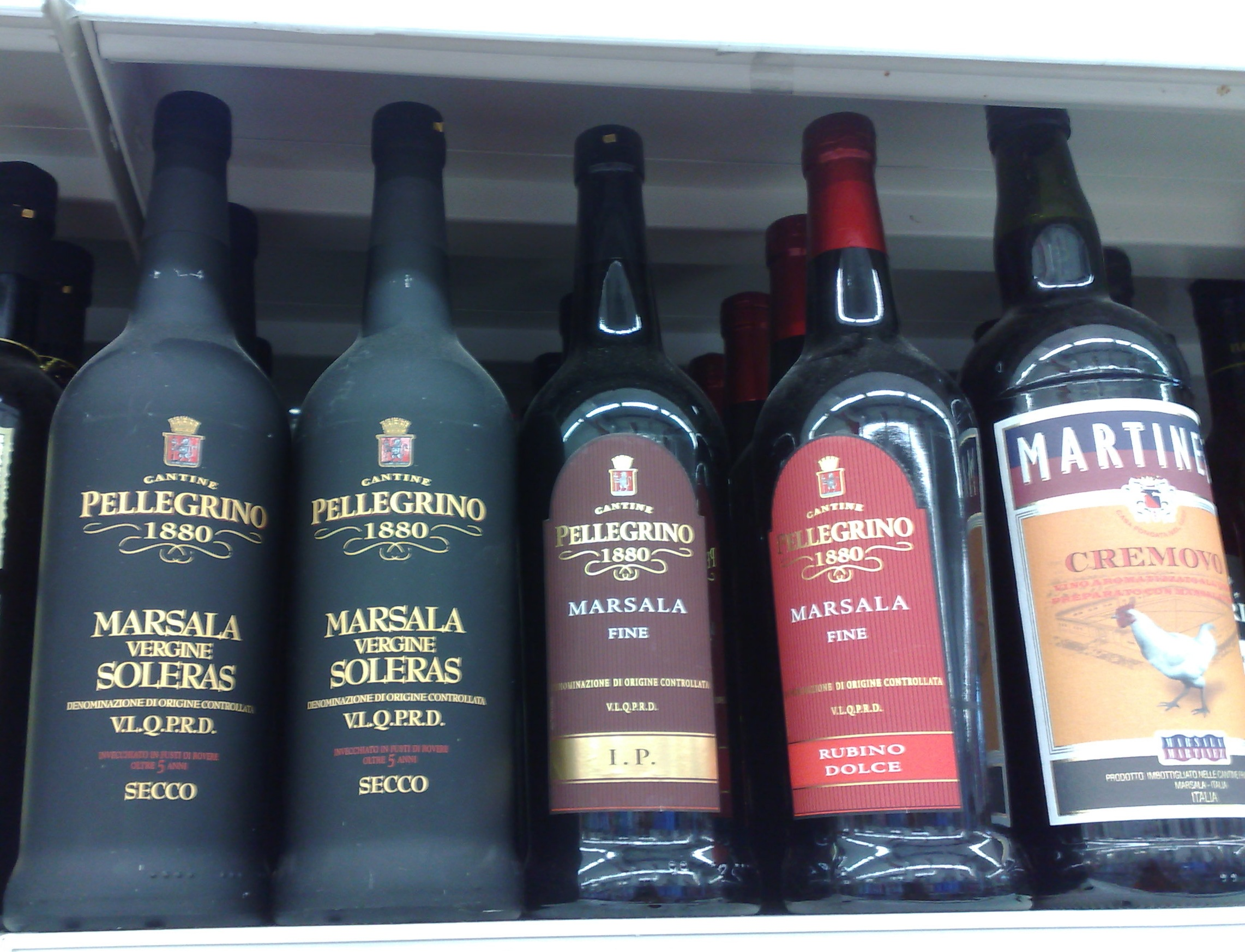
Marsalaweine

Marsala ist das Zentrum des Weinbaus in Westsizilien, deswegen verfügt die Gemeinde über zahlreiche Weinkellereien und eine Weinbauschule. Von hier stammt der Marsalawein. Darüber hinaus sind der Fischfang, die fischverarbeitende Industrie sowie Ölmühlen und die Salzgewinnung von wirtschaftlicher Bedeutung. Auch der Tourismus hat als Erwerbsquelle Bedeutung erlangt.
Marsala hat Anschluss zur Autobahn A29dir, die von Alcamo nach Trapani führt.

## Geschichte
Lilybaion war bereits zu Beginn des zweiten karthagischen Krieges im Frühjahr 407 v. Chr. mit den hellenistischen Mächten auf Sizilien Landungsstelle für ihr Vorhaben unter Hannibal Mago.
Marsala wurde 397 v. Chr. unter dem Namen Lilybaion von den Karthagern nach der Zerstörung ihres Stützpunktes Motya als neue Festung gegründet. Sie galt als uneinnehmbar und wurde mehrfach erfolglos belagert, so etwa von Pyrrhos I. (279 v. Chr.) und von den Römern (250–241 v. Chr.). Im Ersten Punischen Krieg war sie der letzte Stützpunkt der Karthager auf Sizilien. Lilybaion wurde 241 v. Chr. mit Ende des Krieges gemäß dem Friedensvertrag wie ganz Sizilien an die Römische Republik übergeben und hieß seitdem Lilybaeum.
Die Festung verlor ab dem Ende des Weströmischen Reichs an Bedeutung und fiel 827 in die Hände der Araber, die sie etwas südöstlich unter neuem Namen neu aufbauten. Sie war damit die erste Stadt in Italien, die unter islamische Herrschaft geriet, und ist bis heute ein Zentrum des Islam in Italien.
Auch unter der Herrschaft der Normannen wurde die Stadt gefördert. In der Mitte des 16. Jahrhunderts wurde nach wenig erfolgreichen Kämpfen gegen Barbaresken-Korsaren aus Algerien der Hafen zugeschüttet und die Stadt verlor ihre Vorrangstellung an Trapani.
1773 errichtete der Engländer John Woodhouse in Marsala eine Weinproduktion. Um 1814 gab es bereits vier große britische Kellereien und die Stadt blühte wieder auf. Bedeutung erlangte Marsala auch bei der Wiedervereinigung Italiens, dem Risorgimento, als hier am 11. Mai 1860 der „Zug der Tausend“ unter Führung von Giuseppe Garibaldi landete und den Siegeszug gegen die Bourbonen begann.

## Bauwerke

### In der Stadt
- Mittelpunkt der Stadt ist die Piazza della Repubblica. Hier stehen der im 16. Jahrhundert erbaute Palazzo VII Aprile, auch Palazzo della Loggia genannt, mit einer Rundbogenloggia, und der Dom von Marsala.
- Der Dom San Tommaso di Canterbury[3] wurde in normannischer Zeit errichtet und im 18. Jahrhundert weitgehend umgestaltet. Im Inneren des Domes befinden sich zahlreiche Renaissanceskulpturen der Familie Gagini.
- Unmittelbar an der nordwestlichen Stadtmauer liegt der Anfang des 20. Jahrhunderts angelegte Stadtpark Villa Cavallotti mit vielen steinernen Statuen und zahlreichen seltenen Pflanzen.
- Im Museo degli Arazzi werden acht große Wandteppiche aus dem 16. Jahrhundert ausgestellt, die früher die Kathedrale schmückten.
- Im archäologischen Museum Baglio Anselmi befinden sich Fundstücke aus Marsala und Umgebung und die Reste eines 35 m langen punischen Kriegsschiffs aus dem 3. Jahrhundert v. Chr.
- Am Capo Boeo liegt ein griechisch-römischer Park mit Überresten einer römischen Siedlung, einem Thermalgebäude und Mosaiken. Besonders zu beachten ist ein Mosaik der Medusa.
- Das normannische Schloss beherbergt heute das Gefängnis Marsala.

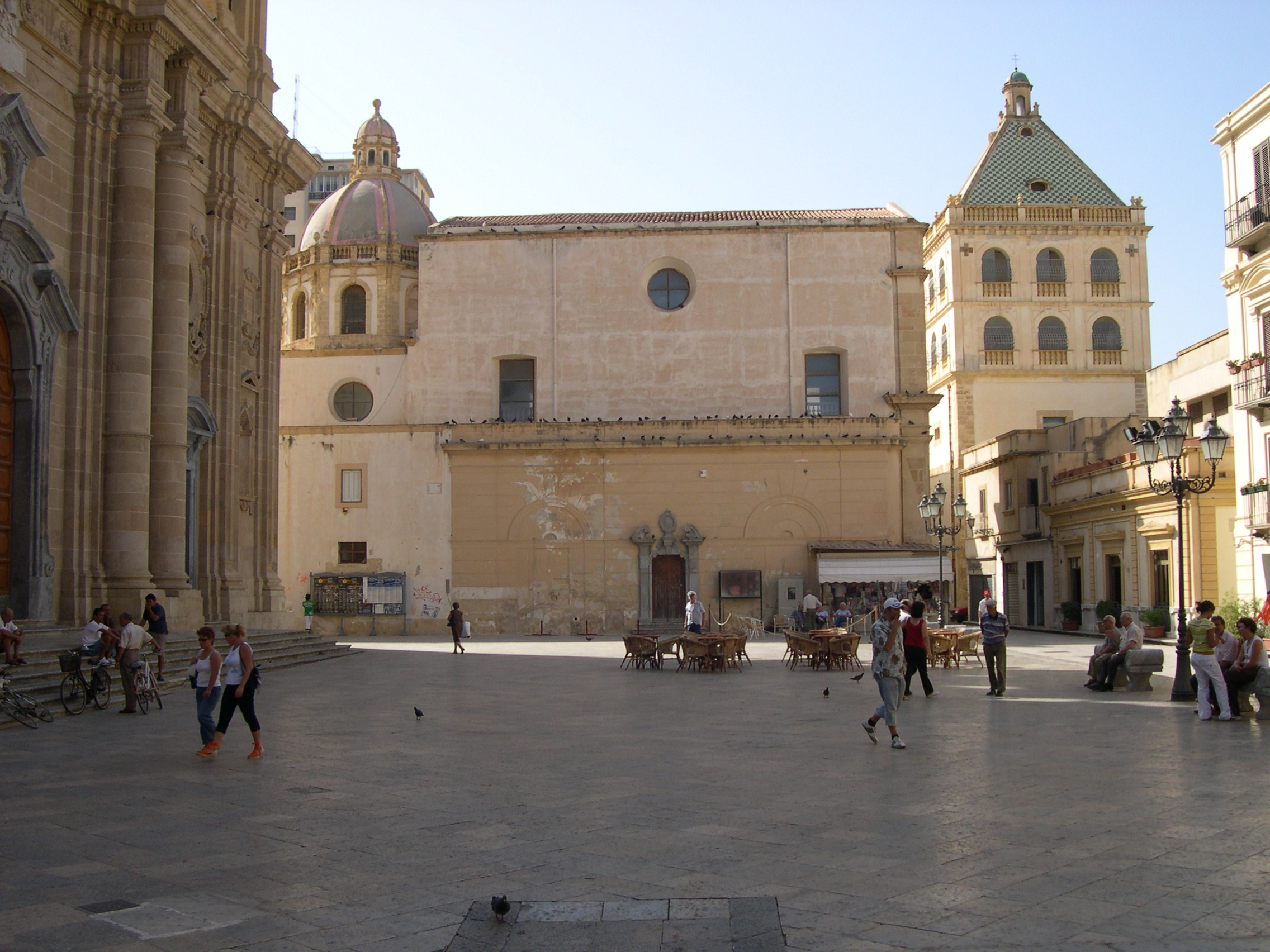
Piazza della Repubblica
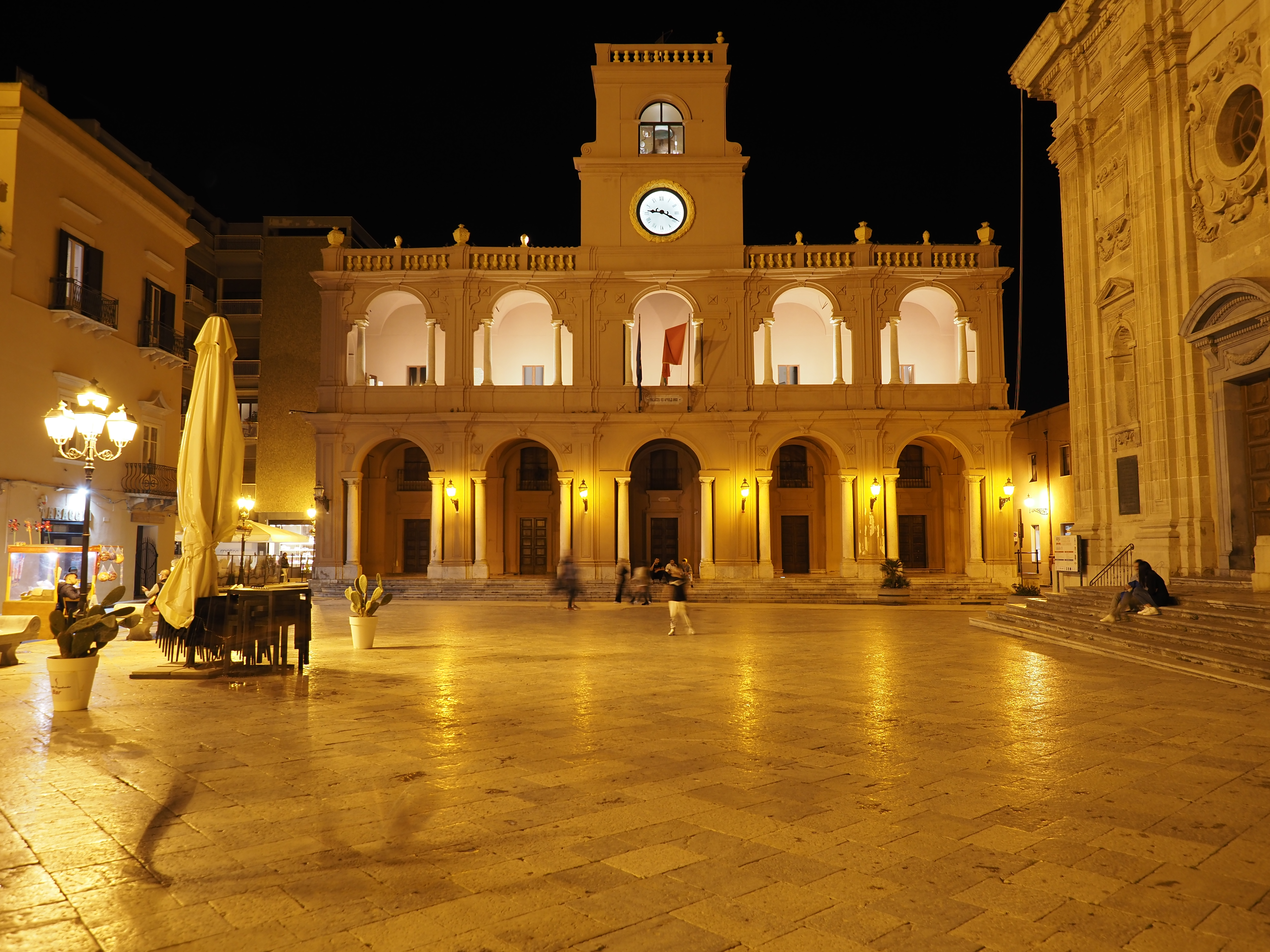
Palazzo VII Aprile a. d. Piazza della Repubblica
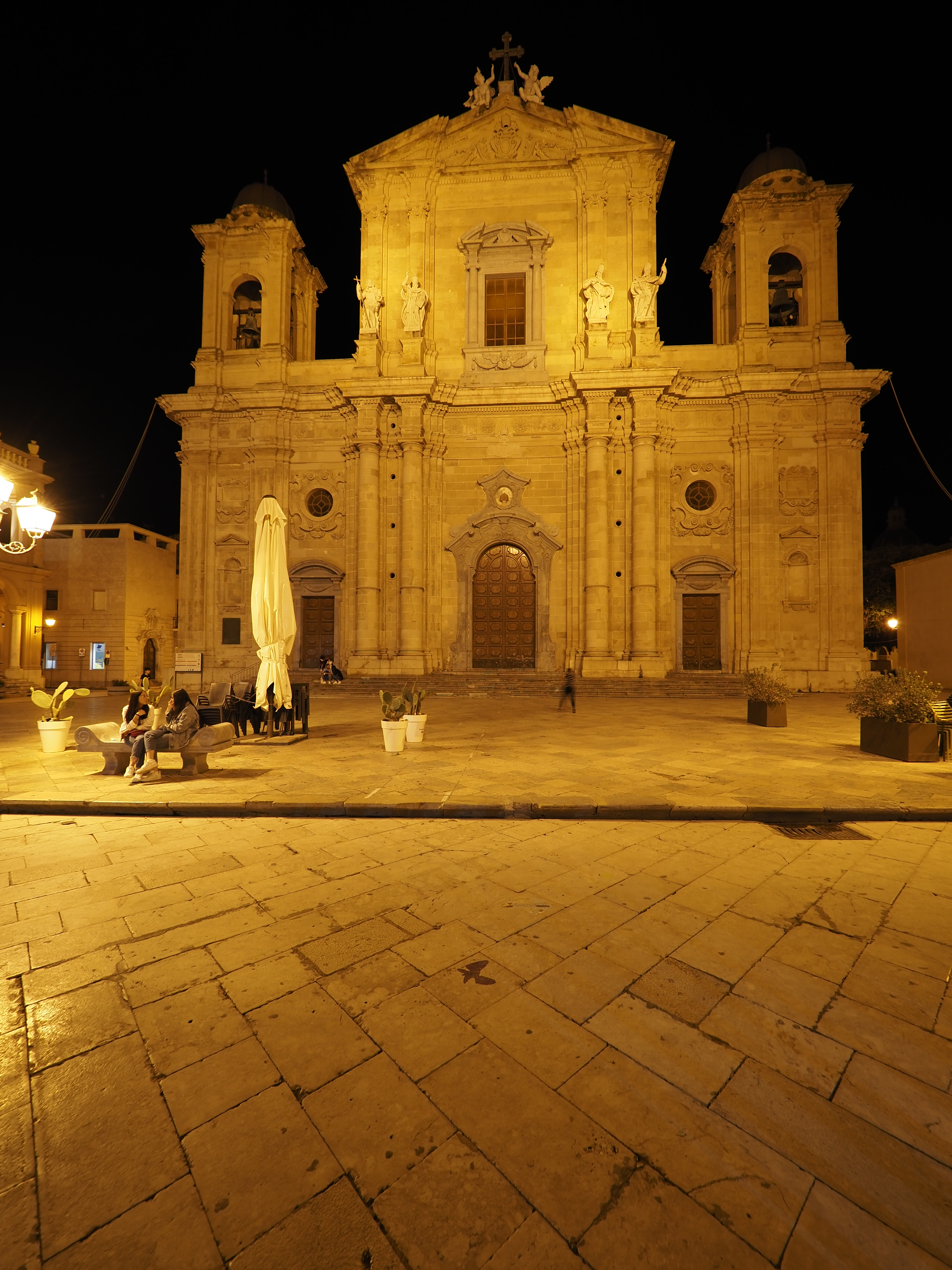
San Tommaso di Canterbury
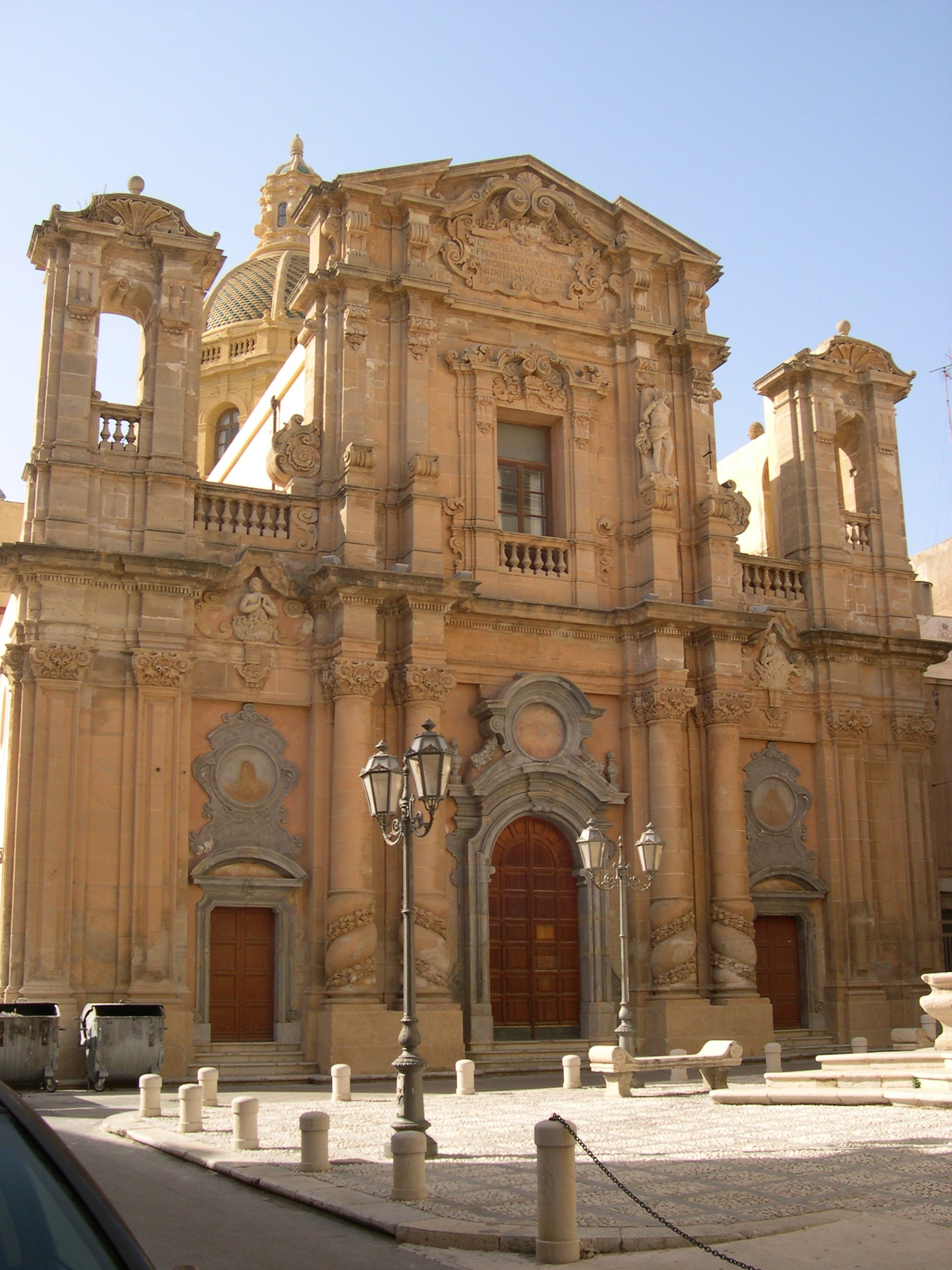
Kathedrale von Marsala
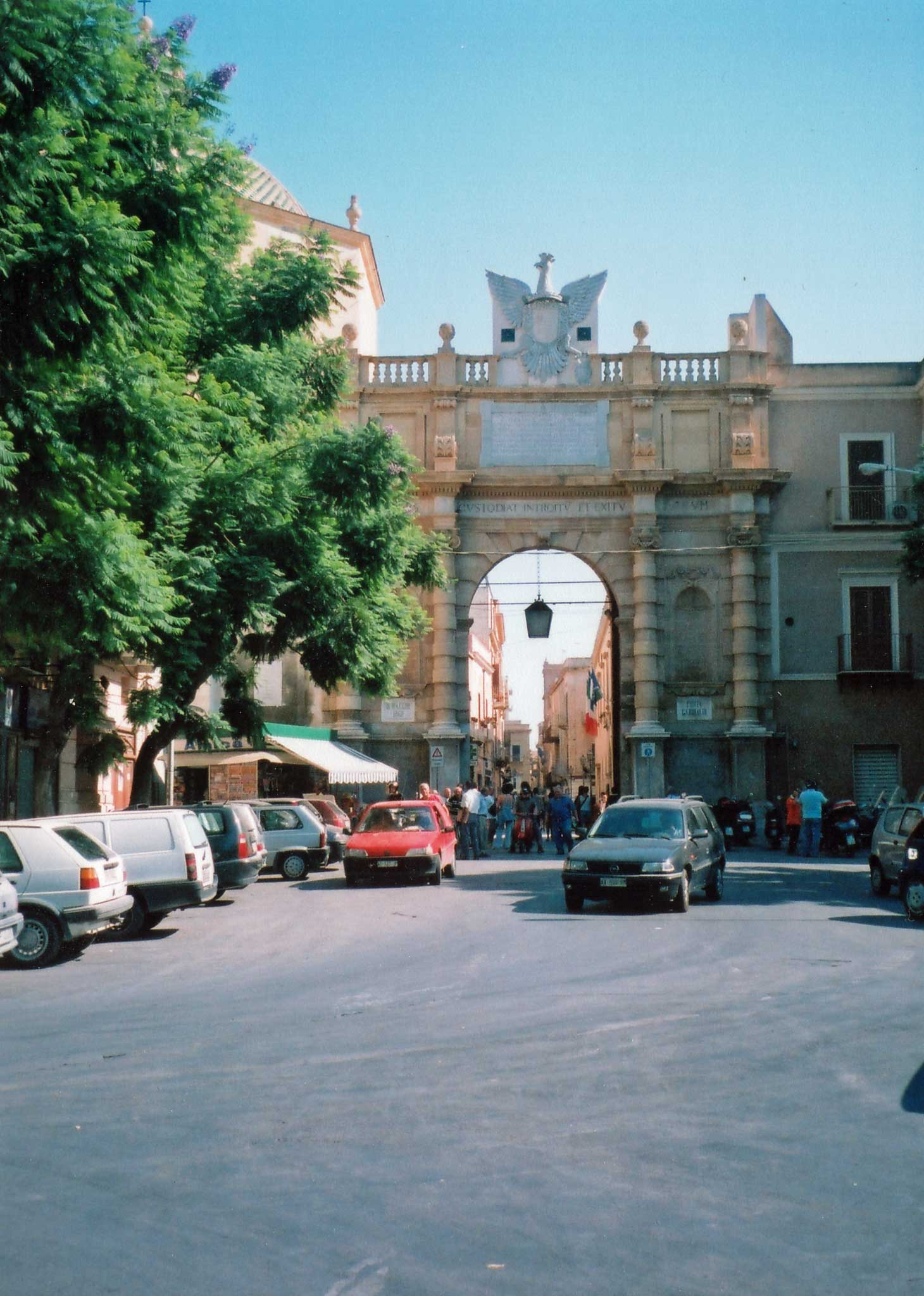
Stadttor in Marsala
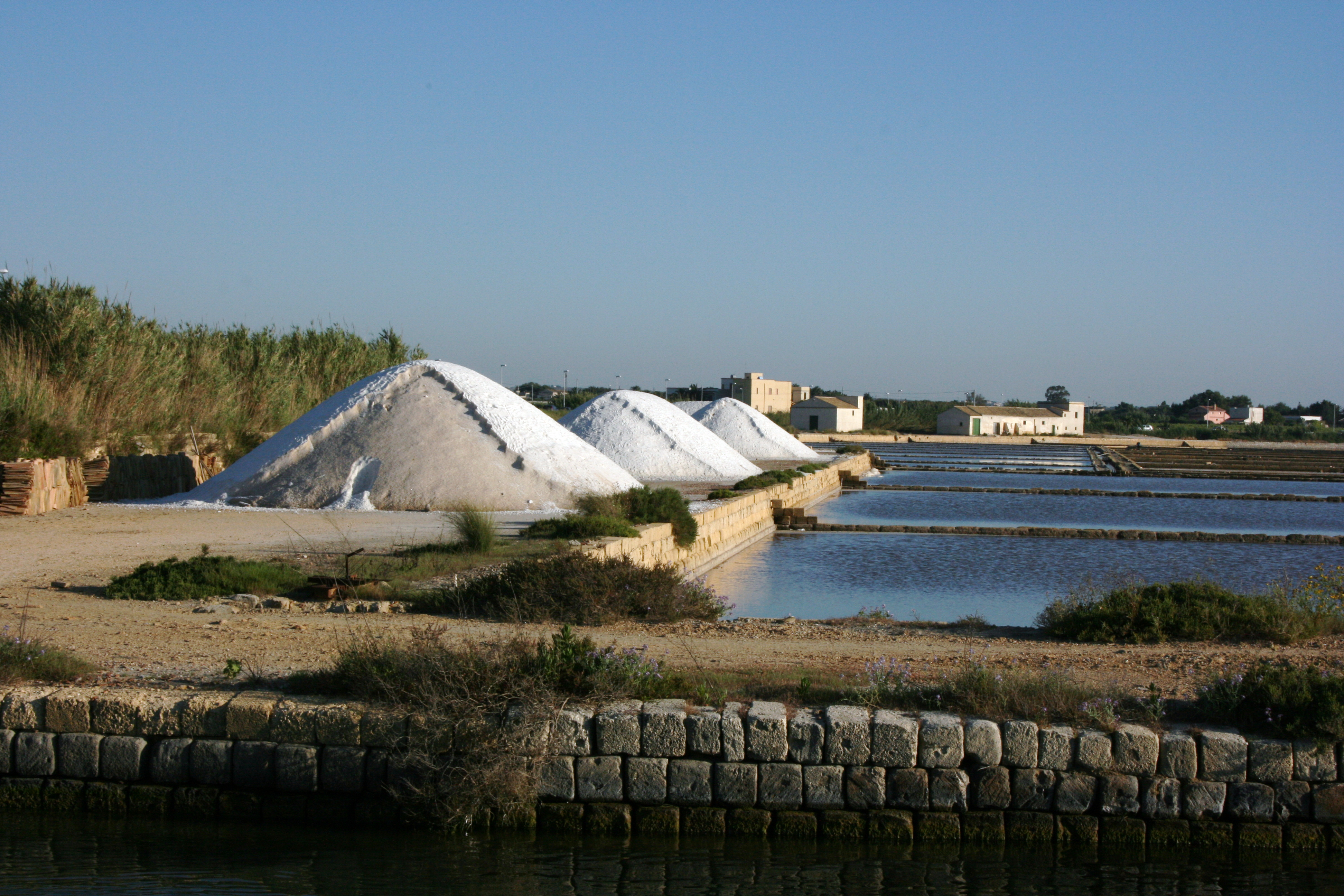
Salinen bei Marsala

### In der Umgebung
- Auf der Laguneninsel San Pantaleo 8 km nördlich von Marsala liegen die Fundstätten der antiken phönizischen Stadt Mozia.
- Entlang der etwa 30 km langen sogenannten Salzstraße zwischen Marsala und Trapani liegen große Salinen. Im Salzmuseum Mulina Salina Infersa wird die jahrhundertealte Methode der Salzgewinnung dokumentiert.

## Söhne und Töchter der Stadt
- Pietro Aquila (um 1630–1692), Maler, Zeichner und Grafiker
- Albert Anselmi (1883–1929), italo-amerikanischer Auftragsmörder
- Michele Alagna Foderá (1913–2002), römisch-katholischer Bischof von São Gabriel da Cachoeira
- Rossella Giglio (* 1955), Klassische Archäologin
- Alborosie (* 1977), Reggaemusiker
- Anna Grassellino (* 1981), Elektroingenieurin